# Shiritori

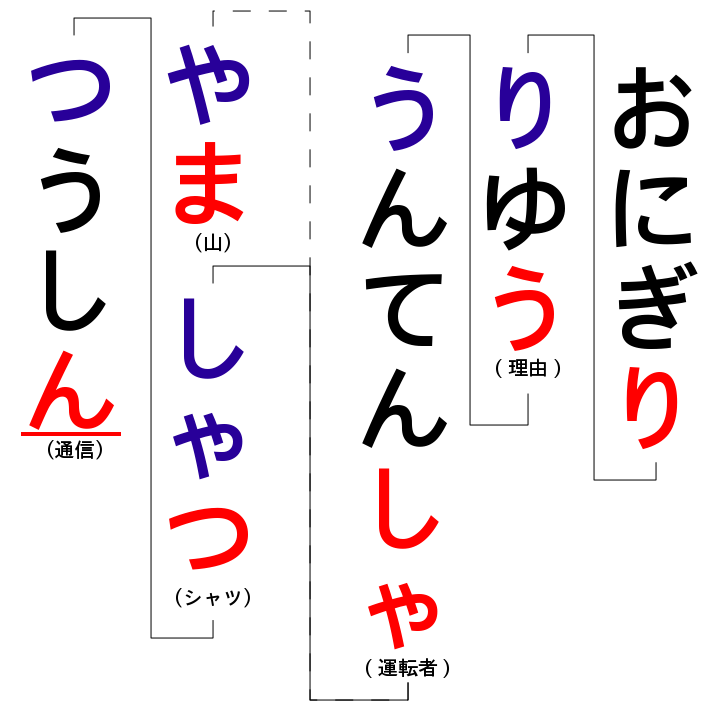
Ejemplo de Shiritori

El shiritori (しりとり o 尻取?) es un juego de palabras japonés. Es un juego de palabras encadenadas en que cada jugador debe decir una palabra que empiece por el kana final de la palabra anterior. No se hace distinción entre hiragana y katakana.
Ejemplo: sakura (さくら) -> rajio (らじお) -> onigiri (おにぎり) -> risu (りす) -> sumou (すもう) -> udon (うどん)
La palabra "udon" pierde el juego, pues acaba en una "n" silábica (ん) y las palabras japonesas no pueden empezar por "n" silábica.
Normalmente sólo se permiten sustantivos.
En algunas variantes, se ignora el dakuten y handakuten, con lo que "furo" podría seguir a "sūpu". También se pueden utilizar dos palabras que signifiquen algo en singular, como rūmu mirā (ルームミラー).
Normalmente, se omite el chōon para continuar el juego, por ejemplo: mirā (ミラー) puede ser seguido por raito (ライト).
- Datos: Q1374115